# Panombean (Bintang Bayu)
Panombean is een bestuurslaag in het regentschap Serdang Bedagai van de provincie Noord-Sumatra, Indonesië. Panombean telt 712 inwoners (volkstelling 2010).